# Gothic Girl
Gothic Girl ist ein Lied der Band The 69 Eyes, das die Gruppe 1999 als Vorabsingle zu ihrem sechsten Album Blessed Be veröffentlichte. Es ist einer der größten Erfolge der Band und gilt als Szene-Hymne.

## Entstehung und Veröffentlichungen

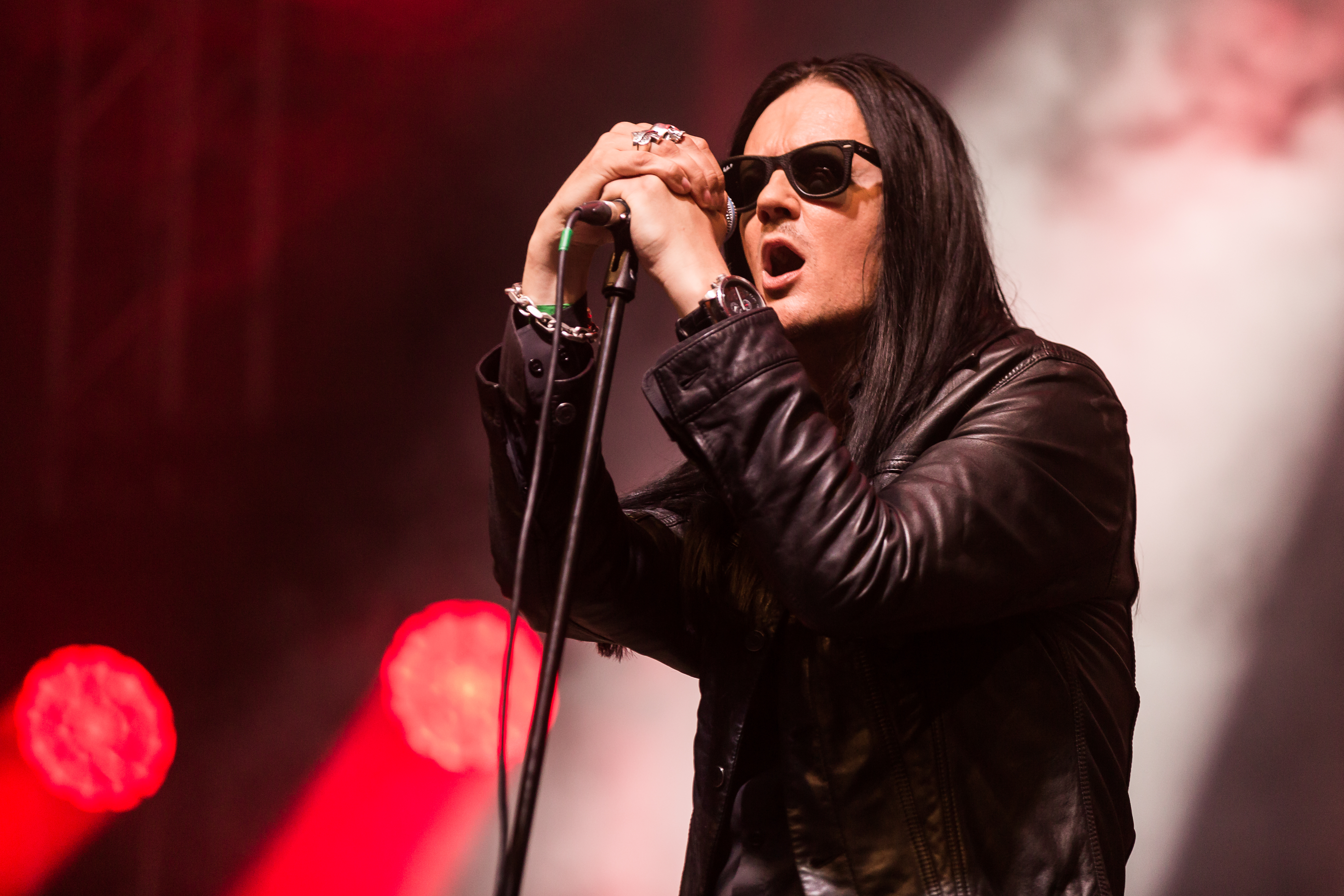
Sänger Jyrki 69, hier mit The 69 Eyes beim Wave-Gotik-Treffen 2022 schrieb den Text

Das Stück entstand im Vorlauf der Ausarbeitung des Studioalbums. Den Text schrieb der Sänger Jyrki 69, die Musik Gitarrist Bazie und Schlagzeuger Jussi 69. Neben diesen gehörten zu The 69 Eyes zur Aufnahme des Stücks der Gitarrist Timo-Timo und der Bassist Archzie. Albumaufnahmen zu Blessed Be fanden von Juli bis August 2000 im Underground Studio in Helsinki statt. Die Produktion, Technik und Abmischung übernahm Johnny Lee Michaels. Das vorausgegangene Album Wasting the Dawn wurde von November bis Dezember 1998 in Zusammenarbeit mit dem Produzenten Timo Tapani Oksala aufgenommen und 1999 veröffentlicht. Gothic Girl selbst wurde vor Blessed Be aufgenommen und veröffentlicht. Angaben zum Aufnahmezeitraum und Veröffentlichungsdatum sind nicht gegeben. der Gitarrist Bazie gab an, dass der Produzent Michaels wesentlich zur Annahme des Stil beigetragen habe. Jyrki 69 hatte zuvor nicht anhaltend tief gesungen.

## Erfolg und Rezeption
Rückblickend lehnte der Gitarrist die Phase der Album-Trilogie als zu soft ab, dabei markierte Gothic Girl national einen der größten Erfolge der Band und international den Durchbruch der Gruppe. Das Stück wurde 1999 und erneut im Frühjahr 2000 herausgebracht und verzeichnete in Finnland hohe Radio- und Videorotationen. Gothic Girl stieg in der 19. KW des Jahres 2000 auf dem 20. Platz in die finnischen Charts ein und hielt sich für 22 Wochen in den finnischen Top 20. Mit dem 10. Platz erreichte das Stück seine Höchstplatzierung in der 26. KW.

„Die Radiostationen spielten ‘Gothic Girl’ den ganzen Tag lang. Es wurde der am meist gespielteste Song im finnischen Radio. Der Videoclip dazu wurde als einer der besten 3 finnischen Videos praemiert. Das ist schon irgendwie lustig. (Mit einem breiten Grinsen im Gesicht fuegt Jyrki hinzu) Und außerdem wurde unser Song oefter im finnischen Radio gespielt, als Bon Jovi!“

Auch die deutsche Musikpresse befasste sich mit dem Stück. Für das Magazin Sonic Seducer wurde Gothic Girl ein „absolute[r] Hitcharakter“ attestiert. Auch für das Webzine Metal.de wurde die Single-Veröffentlichung heraushebend besprochen. „Rockig, dreckig und doch immer mit einer wunderschönen, eben gothischen, Atmosphäre arbeitend“ gelänge es der Band „mitreißende Songs zu schreiben, die selbst dem Herrn Ville Vallo[!sic] grüne Gesichtsfarbe ob des Neides verpassen könnte.“

„Wären da nicht die dunklen Vocals von Sänger Jyrki, der düstere Text und die eingestreuten, auf Chembalo [!sic] getrimmten Keyboardpassagen, so könnte ‘Gothic Girls’ der finnischen Band The 69 Eyes durchaus auch eine flotte Grungerock-Nummer von Garbage sein[.] Aber vielleicht ist es gerade diese Mischung aus dunkler Romantik und groovenden Gitarren, welche Jyrkis Liebeserklärung an alle weiblichen Wesen der Nacht so eingängig macht[.]“

Nach Veröffentlichung des Albums wurde Gothic Girl unterschiedlich rezipiert. Teilweise als „Single-Hit“ und „Chartbreaker“ gelobt, sahen andere das Stück als „recht belanglos“ und „zu seicht“ auf dem Album. Langfristig behauptete sich Gothic Girl jedoch als Erfolgsstück der Band und des Albums, das dauerhaft in das Repertoire des Liveprogramm der Gruppe aufgenommen wurde und den internationalen Durchbruch bedeutete. Das Stück machte die Band in der Szene besonders populär und etablierte sich als „wahre Gothic-Hymne“.

## Musik
Das Stück entstand als Teil der dem Geist von Jim Morrison gewidmeten Album-Trilogie Wasting the Dawn, Blessed Be und Paris Kills. Der Stil stand daher im Kontrast zu den vorausgegangenen und späteren Veröffentlichungen der Band und orientierte sich weniger am Garage Rock und Sleaze Rock vorheriger oder späterer Veröffentlichungen. Gothic Girl orientiert sich hingegen am Dark Rock zwischen HIM und Type O Negative. Es wurde im 4/4-Takt und im Grundton f-Moll bei einem Tempo von 127 BpM geschrieben. Das Stück gilt als besonders energiegeladen und einigermaßen tanzbar. Der Gesang von Jyrik 69 wird mit dem Bariton von Elvis Presley, Glenn Danzig und besonders Peter Steele verglichen. Die Grundmelodie ist dem Garbage-Stück Stupid Girl gleich, ein Umstand den Band und Management als Zufall deklarierten.

„Die Keyboards spielen keine sphärischen auf 3 der 4 Akkorden aufgebaute Dauertöne sondern ‘klimpern’ fröhlich dahin, der Bass wummert Genretypisch im Hintergrund und […] spätestens nach dem zweiten Durchlauf hat sich die Melodie im Ohr festgefressen[.]“

## Text
Analog zum Stück Black No.1 (Little Miss Scare-All) befasst sich der Text mit Szengängerinnen der Schwarzen Szene. Anders als der ironische Text von Peter Steele schrieb Jyrki 69 aus Faszination für das stereotype „Gothic Girl“.

„Ich war schon immer in die Gothic Girls verliebt, sie inspirieren mich einfach ,[!sic] machen mich verrückt und faszinieren mich total. Und es sind wirklich interessante Geschichten, die dazu führen warum etwa ein 14 jähriges Mädchen plötzlich zum Goth wird. Es sind aber auch immer sehr tragische Schicksale dahinter. Viele Gothic Mädchen, die ich kenne, sind sehr intelligent, sind Künstler, Dichter und sehr zerbrechliche Kreaturen. Sie sind es wirklich Wert, ihnen einen Song zu widmen. Ich musste einfach Alles, was mir zu ihnen einfiel, in dieses Lied reintun. Ich denke so etwas in der Art hat noch niemand vorher gemacht[. …]Ich wollte aber eigentlich mit dem Song auch ein Lied machen, das alle Gothicgirls anspricht, wo immer sie auch sind, in Rom, New Orleans oder Berlin.“

Diesem Grundgedanken folgend reiht der Text stereotype über Szenegängerinnen der Schwarzen Szene wie Kreativität, Interesse an Okkultismus, makaberem oder Mythologie, sowie Todessehnsucht, Selbstverletzendes Verhalten und Weltschmerz auf und bemüht dabei Textzeilen und Titel bekannter Stücke des Dark Wave, Punk und Post-Punk. So verweist, neben Textparallelen und Zitaten zu zum Beispiel Type O Negative („On her pale white skin“ (The 69 Eyes) „On her milk white Neck“ (Type O Negative)) die Zeile „Burden by the Heart she loves her Sunglasses after Dark“ auf das Stück Sunglasses after Dark von The Cramps oder die Zeile „And every single day her love will tear us apart“ auf Love Will Tear Us Apart von Joy Division. Im Refrain attestiert der Text dem Gothic Girl ein universelles Gefühl der Verlorenheit in der Welt.

„just like a gothic girl

lost in the darken world 

my lil’ gothic girl

darkerside jewel are your razor cuts for real – baby“

„Genau wie ein Gothic Girl 

verloren in der dunklen Welt.

Mein kleines Gothic Girl,

Juwel der dunklen Seite, sind deine Schnitte echt – Baby“

## Video
Das Musikvideo zum Stück ist in dunklen Blau-grüntönen gehalten. Jyrki 69 sitzt in einem Drehsessel und blickt auf eine Leinwand mit Aufnahmen von Ruinen, in denen sich weibliche Szenegängerinnen und er selbst bewegen. Hinzu kommen Elemente wie Raben und Grabsteine. Dabei sei das Video „irgendwie einem Hip Hop Video nahe weil man [neben dem Sessel] dunkle Gothic Girls sieht, die wild rumtanzen und ich [Jyrki 69] mache irgendwelche Hip Hop Bewegungen“ mit den Händen. Das Video wurde von den großen Sendern des Musikfernsehens in die Rotation aufgenommen.